# Yūna Hiraiwa
Yūna Hiraiwa (平岩優奈?, Hiraiwa Yūna; Tokyo, 21 novembre 1998) è una ginnasta giapponese.

## Carriera

### 2021
Nel 2021, in seguito ai Campionati nazionali giapponesi, viene inclusa nella squadra olimpica, insieme alle compagne Mai Murakami, Aiko Sugihara e Hitomi Hatakeda.
Il 25 luglio gareggia nelle Qualificazioni aiutando la squadra giapponese ad accedere alla finale con l'ottavo punteggio.
Il 27 luglio il Giappone partecipa alla finale a squadre, dove migliora la propria prestazione terminando al quinto posto.
Il 18 ottobre partecipa alla fase di qualificazioni dei Campionati del Mondo di Kitakyushu, qualificandosi per la finale al corpo libero con il sesto punteggio.